# Samaipata
Samaipata es un municipio y una pequeña ciudad turística de Bolivia, capital de la provincia Florida en el oeste del departamento de Santa Cruz. La localidad se encuentra distante 119 km al suroeste de la ciudad de Santa Cruz de la Sierra, la capital departamental. El municipio cuenta con una población de 10.472 habitantes (según el Censo INE 2012).
Tiene un clima templado subtropical y cuenta con varios sitios turísticos de valor cultural y ecológico.

## Toponimia
Según el explorador y naturalista francés Alcide d'Orbigny, su nombre antiguo proviene del quechua "Çamaypata", compuesto de “çamay”, que significa “descanso” y “pata”, que, aparte de ser el descanso de las tropas incaicas, en su opinión, era una descripción del lugar por sus características ambientales.

## Historia
Samaipata se ubica en lo que se considera la frontera del imperio  inca con los pueblos de las tierras bajas de Bolivia, con los que a menudo estaban en guerra. Es por esto que se  habría edificado en el Collasuyo una serie de fortalezas y construcciones a lo largo de esta frontera, como por ejemplo Inka Raqay, Incallajta, Oroncota, Inkapirka, Manchachi, Inkahuasi, Condorhuasi y otros, incluyendo el Fuerte de Samaipata.
Samaipata —llamada Castilla en la época de la colonia— fue fundada en cercanías del ya conocido fuerte de Samaipata por el capitán español Pedro Lucio Escalante y Mendoza en la fecha del 30 de mayo de 1618, por disposición del virrey del Perú, con el nombre de "Ciudad del Valle de la Purificación de la Santísima Virgen", en honor a la nueva capilla edificada en el lugar denominado El Descargadero (nombre dado debido a que las personas descargaban sus mercancías para trueque o comercio).

### Época republicana

El fuerte fotografiado en 1908.

El municipio de Samaipata fue creado mediante ley del 25 de septiembre de 1883, durante el gobierno de Narciso Campero, perteneciendo en ese entonces a la provincia Vallegrande. El 15 de diciembre de 1924 fue creada la provincia Florida, con lo cual el municipio de Samaipata pasó a pertenecer a esta nueva provincia, convirtiéndose también en su capital.

### sigloXX
El 6 de julio de 1967, la Guerrilla de Ñancahuazú del médico y guerrillero cubano-argentino Ernesto Che Guevara (1928-1967) tomó durante algunas horas el pueblo de Samaipata, que en esa época tenía unos 1.400 habitantes.
En 1998 el Fuerte de Samaipata fue declarado Patrimonio Cultural de la Humanidad por la Unesco.

## Geografía

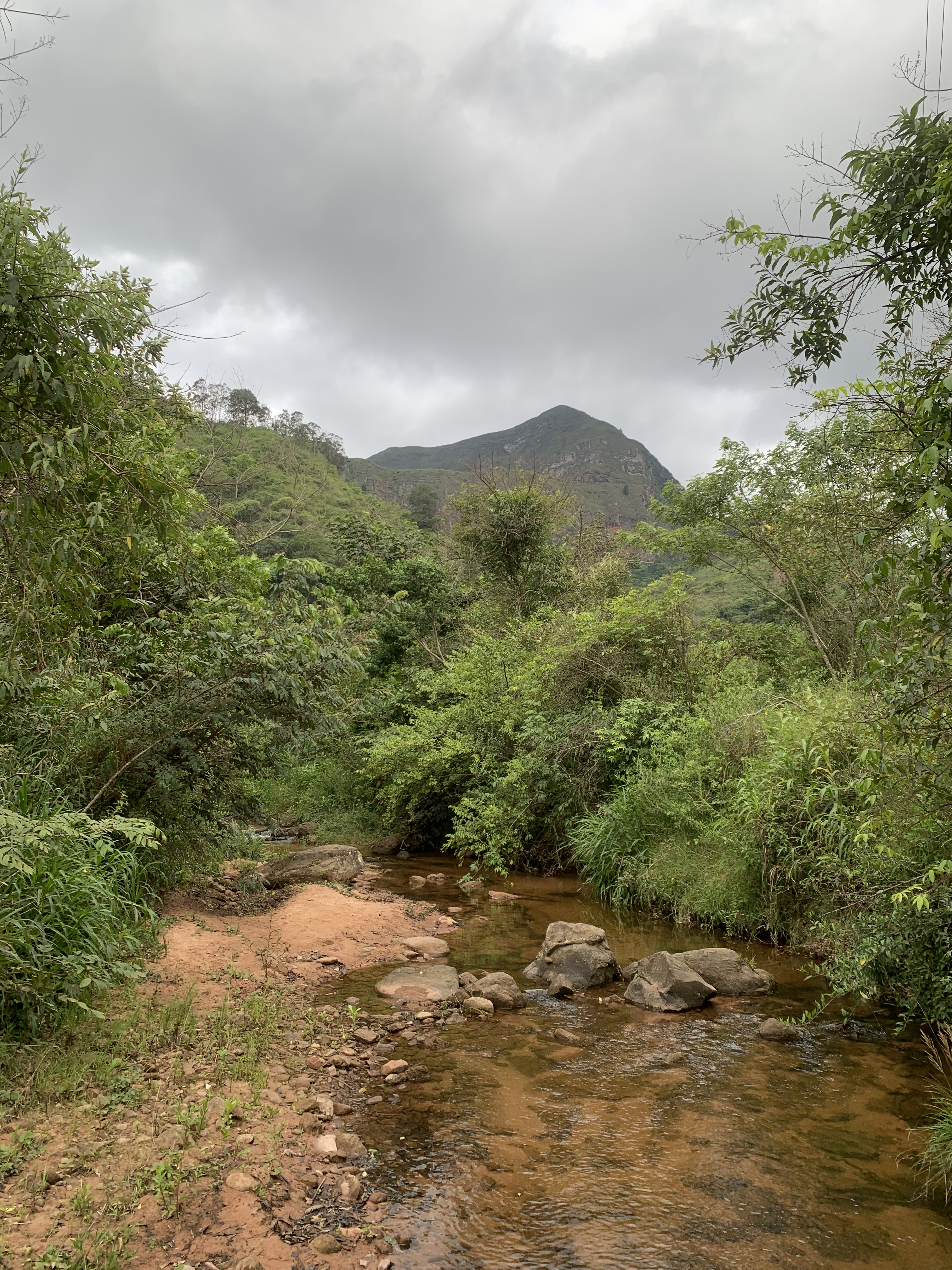
Vista de la quebrada Colorada cerca a la localidad de Cuevas y el Parque nacional Amboró.

Se encuentra ubicada en las primeras estribaciones andinas, a 1.670 metros de altitud sobre el nivel del mar. El clima es templado húmedo en la parte noreste, frío y seco al sudoeste con una temperatura promedio anual de 20.5 °C. La topografía varía entre montañas, colinas y valles. Los principales ríos que pasan por su territorio son el Paredones, Barrio Arriba, Quebrada, El Fuerte, El Millar, El Cedral y Floripondio.
El municipio limita al norte con el municipio de Buena Vista de la Provincia Ichilo, al este con los municipios de El Torno y La Guardia de la Provincia Andrés Ibáñez, al sureste con el municipio de Cabezas de la provincia Cordillera, al sur con el municipio de Postrervalle de la provincia Vallegrande, y al oeste con los municipios de Quirusillas, Pampagrande y Mairana.
El pueblo de Samaipata queda a 123 km (2,5 horas en vehículo, por carretera) al suroeste de la ciudad de Santa Cruz de la Sierra, y
a 378 km (8 horas en vehículo, por carretera) al estesureste de la ciudad de Cochabamba.

## Demografía
De acuerdo con el censo boliviano de 2024, la población del municipio de Samaipata es de 11 814 habitantes.
La población del municipio aumentó aproximadamente una cuarta parte entre 1992 y 2024, mientras que la población de la localidad ha aumentado considerablemente entre 1992 y 2012:
| Año  | Habitantes (municipio) | Habitantes (localidad) | Fuente     |
| ---- | ---------------------- | ---------------------- | ---------- |
| 1992 | 9.142                  | 2.235                  | Censo 1992 |
| 2001 | 9.739                  | 2.926                  | Censo 2001 |
| 2012 | 10.472                 | 4.398                  | Censo 2012 |
| 2024 | 11.814                 |                        | Censo 2024 |

La región tiene cierta proporción de población quechua, ya que en el municipio de Samaipata el 15,5 % de la población habla el idioma quechua. Así mismo, alrededor del 5 % de los residentes en el municipio son extranjeros, de entre treinta y cuarenta nacionalidades diferentes.

## Economía
En el municipio se siembra maíz en verano y papa en invierno. También se cultivan fréjol, poroto, papa, tabaco, caña, maní, locoto, arvejas, trigo, zanahoria, naranja, durazno y uva. Cerca del 80% de la producción agrícola es vendida, lo que genera ingresos económicos significantes y asegura el próximo ciclo de producción.
Samaipata se ha convertido en un importante centro turístico a nivel nacional, tanto por su clima subtropical templado como también por sus principales atractivos turísticos como lo son el Parque Nacional Amboró y el Fuerte de Samaipata, que es Patrimonio de la Humanidad desde 1998.

## Transporte
La ciudad de Samaipata se encuentra a 119 km por carretera al suroeste de la capital departamental, Santa Cruz de la Sierra. Por Samaipata discurre la ruta troncal Ruta 7, de 488 kilómetros de longitud, que conecta a Santa Cruz con Cochabamba. La Ruta 7 pavimentada conduce a Samaipata a través de La Guardia y La Angostura y luego a Cochabamba a través de Mairana y Comarapa.

## Atractivos turísticos

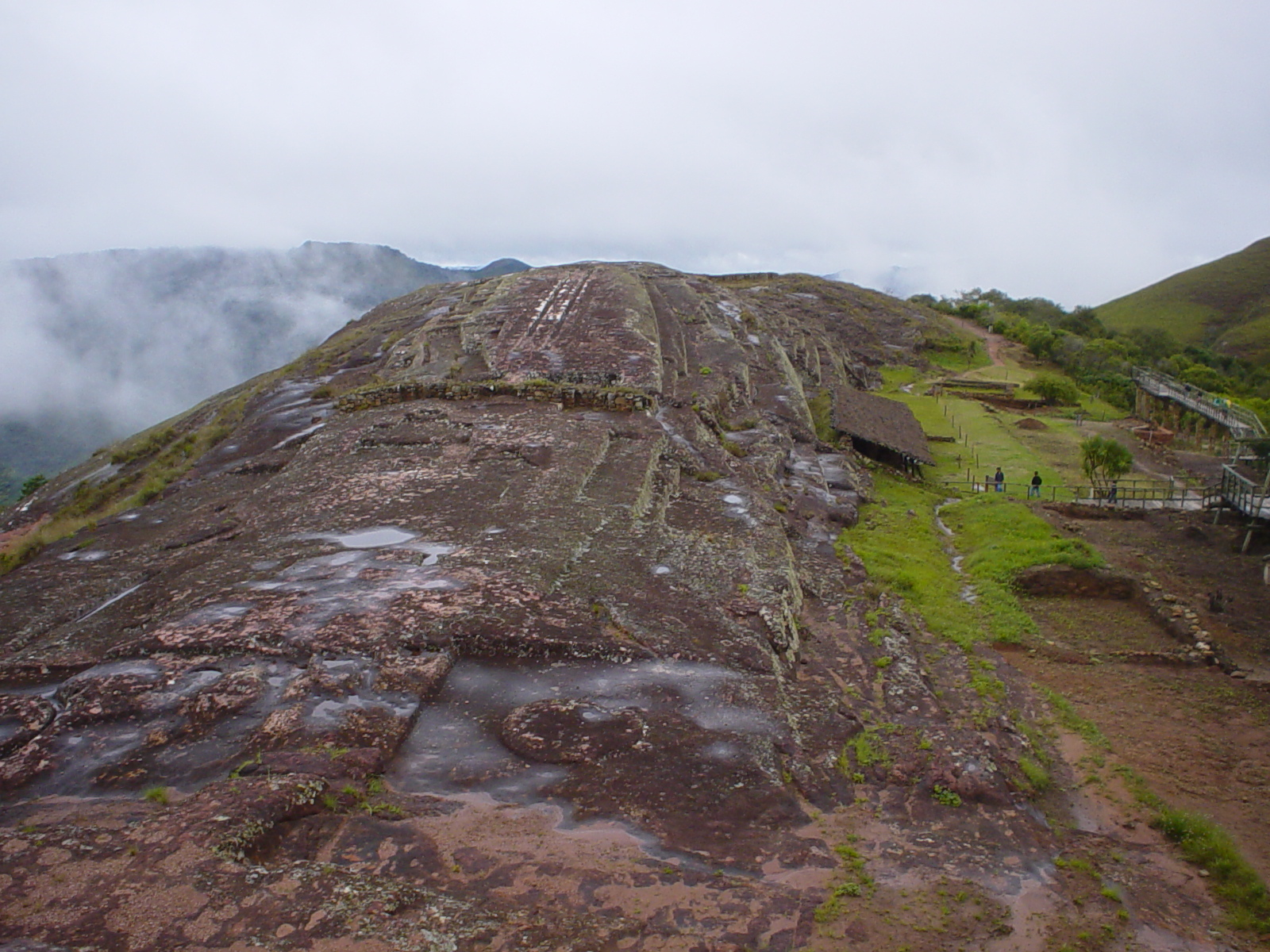
Vista lateral del Fuerte de Samaipata

Cerca de Samaipata se encuentra el Parque Nacional Amboró, una de las mayores reservas ecológicas y naturales de Bolivia por su flora y fauna únicas en el mundo. Samaipata tiene varias entradas al Amboró: La Yunga, Abra de los Toros, Las Lauras, Comunidad Volcanes (en la comunidad de Bermejo). El Área Protegida Amboró (APA) abarca una superficie de 637.600 hectáreas, divididas en dos categorías: parque nacional con 442.500 hectáreas, y área natural de manejo integrado (ANMI) con 195.100 hectáreas. Presenta rangos de altitudes que van desde los 300 hasta los 3.200 metros sobre el nivel del mar. Dentro del ANMI y parte del parque nacional se encuentra el Bosque de los helechos gigantes, que incluye algunos de los helechos más grandes del mundo y cuyas edades oscilan entre los 1000 y 800 años de vida.
Cerca de la población existe un importante yacimiento arqueológico, conocido como el Centro Ceremonial y Administrativo de Samaipata, o popularmente como el Fuerte, nombre adquirido por un fortín de la época española que se encuentra en el lado sur de la roca. Se trata de una enorme cumbre de una montaña esculpidas con dos grandes ranuras, asientos, estanques y motivos zoomorfos con los cuales antiguas poblaciones de origen amazónicos (Chané) propiciaban sus ciclos agrícolas. La enorme roca esculpida de El Fuerte es el más grande petroglifo terrestre del mundo. Fue ocupada poco tiempo antes de la conquista española, por 2 avanzadas incaicas, que dejaron sobrepuestas algunas de sus decoraciones a las ornamentas originarias amazónicas.
En 1998, la Unesco incluyó el Fuerte de Samaipata en la lista de lugares considerados Patrimonio de la Humanidad.
En el municipio se encuentra también la Serranía Volcanes, una cordillera montañosa de origen volcánico con caídas de agua y pozos de agua naturales, incluyendo "La Pajcha", una caída de agua de aproximadamente 20 metros de altura.

## Hermanamientos
Desde 1997, Samaipata ha tenido un hermanamiento de ciudades con la ciudad alemana de Saalfeld/Saale, ubicada en el estado federado de Turingia.